# Nemertes teres
Nemertes teres är en djurart som tillhör fylumet slemmaskar, och som beskrevs av Ehlers 1871. Nemertes teres ingår i släktet Nemertes, fylumet slemmaskar och riket djur. Inga underarter finns listade i Catalogue of Life.